# Sucho

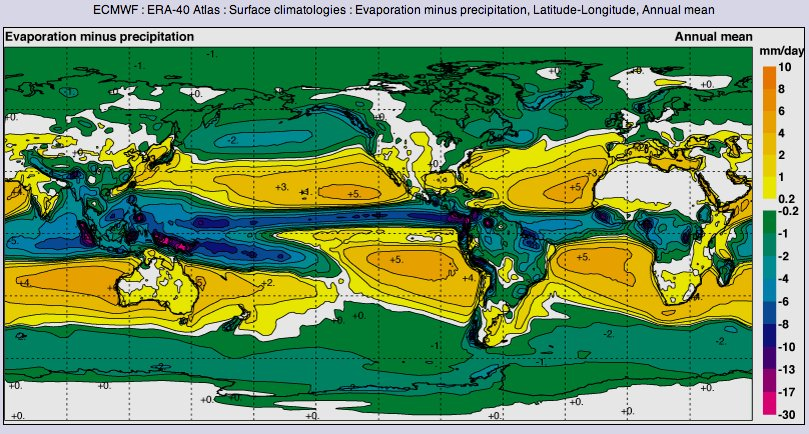
Rozdíl výparu a srážek v mm/den

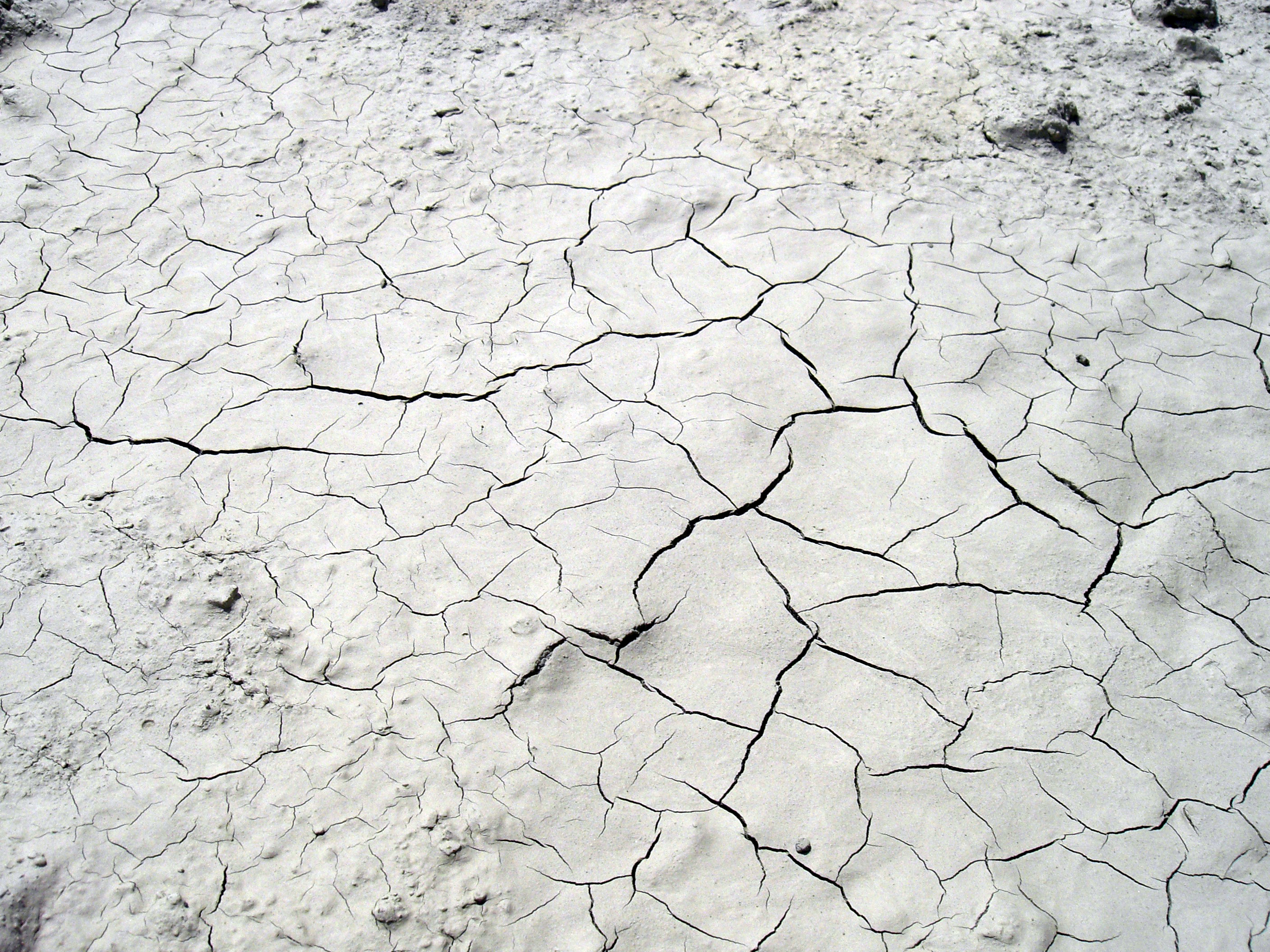
Sucho se projevuje praskáním vyschlé půdy.

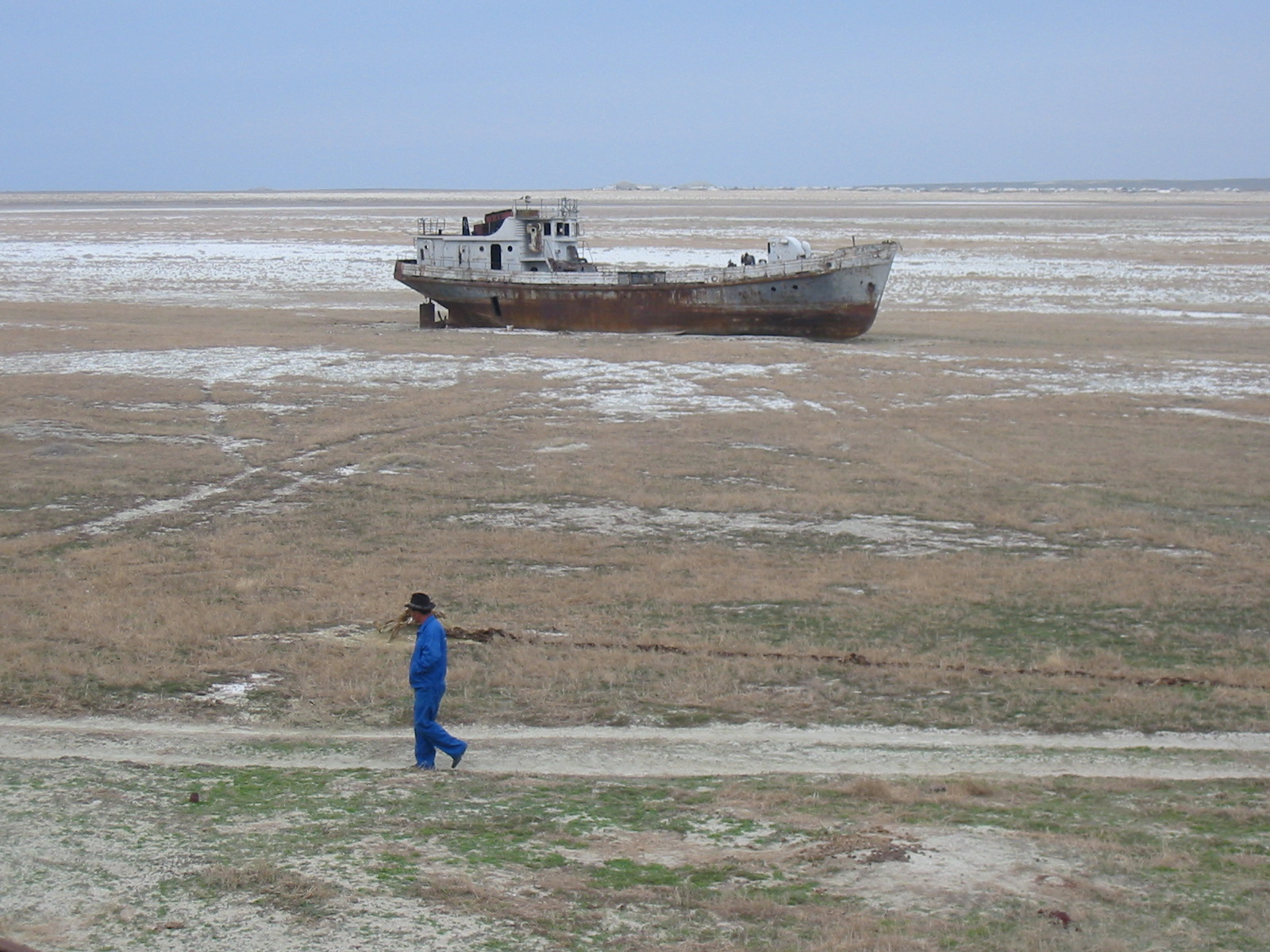
Vysychání Aralského jezera.

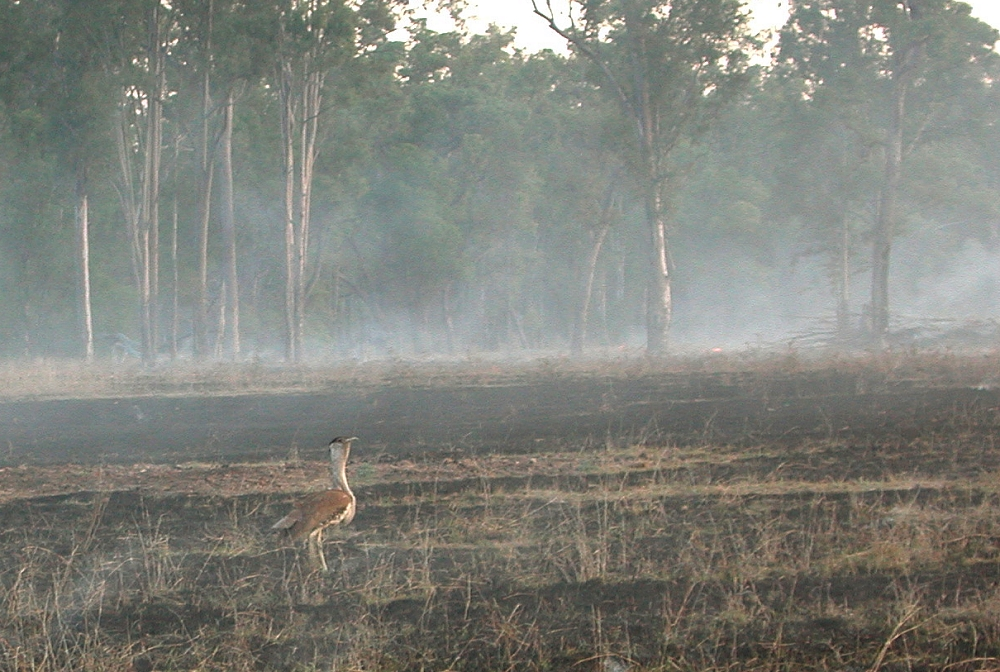
Požár zalesněné oblasti jako důsledek sucha.

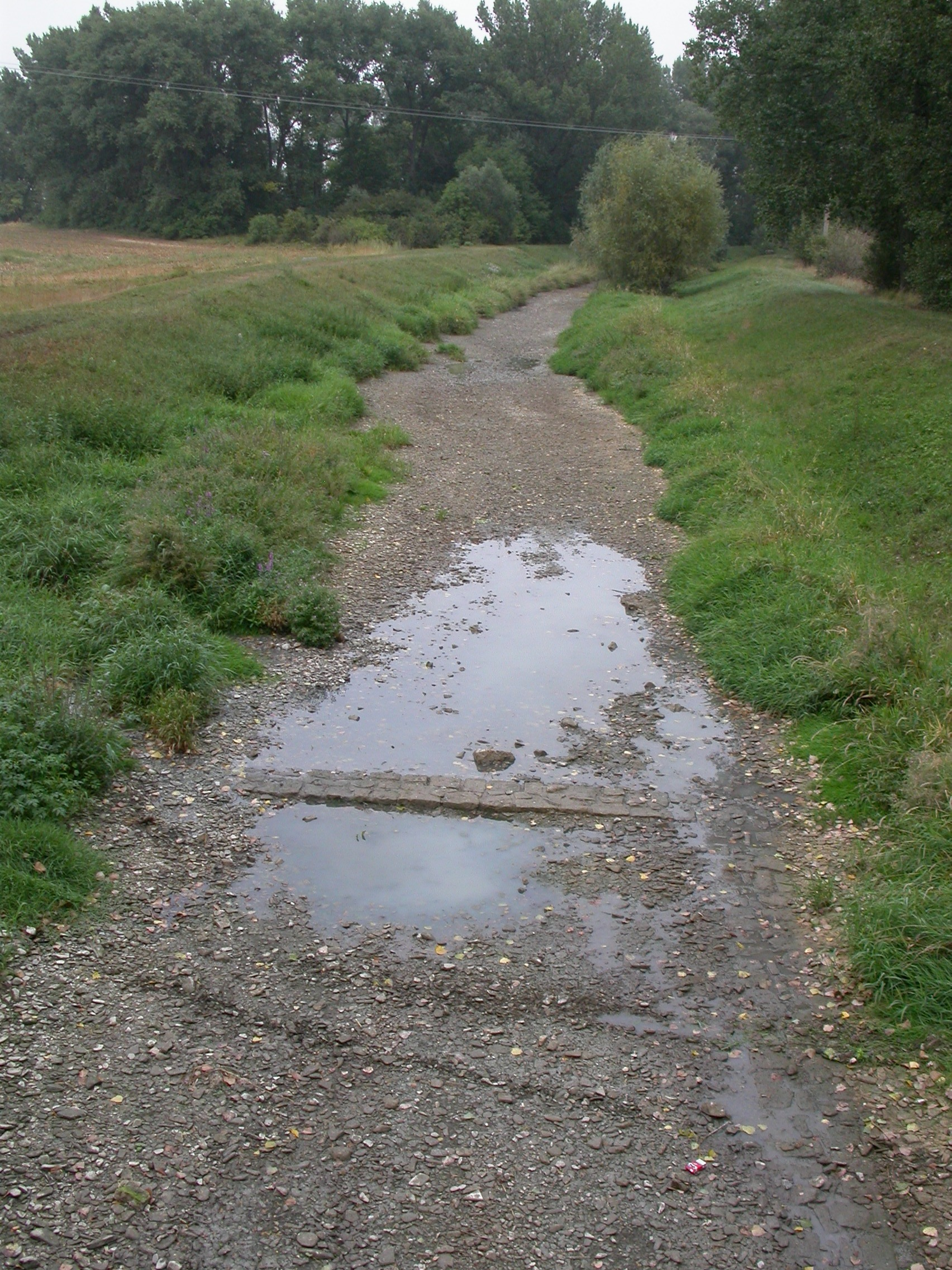
Vyschnutí řeky Veličky u Strážnice v roce 2012

Sucho je přírodní jev způsobený nedostatkem vláhy, který následně vede k poklesu množství vody v různých částech hydrologického cyklu. Pokud množství využitelných vodních zdrojů není dostatečné pro uspokojení požadavků společnosti, hovoříme o nedostatku vody. Sucho i nedostatek vody mohou způsobit hospodářské ztráty v klíčových odvětvích využívajících vodu a zároveň mohou mít environmentální dopady na biologickou rozmanitost, jakost vody, zhoršování stavu vodních útvarů, úbytek mokřadů, erozi půdy, degradaci a dezertifikaci půdy.
Sucho se projevuje nedostatkem srážkové vody, podzemní vody anebo jejich kombinací. Důsledkem sucha dochází k odumírání rostlinstva v zasažené oblasti a k úhynu živočichů, či ke zhroucení celého ekosystému. Sucho může významně poškodit zemědělce, kteří vlivem nedostatku srážek v určitém časovém období nemají dostatek vody k zavlažování hospodářských rostlin.

## Příčiny
Příčiny vzniku sucha lze rozdělit na přirozené (období sucha, El Niño) a antropogenní (odlesňování, eroze zemědělské půdy, regulace toku).
Ve výparu hraje hlavní roli sluneční záření. Mezi přirozené příčiny patří procesy v atmosféře. Dlouhodobé sucho je rovněž jedním z projevů změn klimatu. Suchým obdobím je například doba ledová. Například v Grónsku bylo v době ledové téměř pětkrát méně srážek tvořící ledovce než je v současnosti. Naopak 20. století bylo v Evropě nadprůměrně vlhké. Teplejší klimatická období jsou vlhčí. S oteplováním klimatu vlhkost půdy v USA neklesá.
Příčiny sucha vyvolané zásahem člověka do krajiny mohou být na jak lokální, tak globální úrovni. Lokální mohou zahrnovat vysoušení jezer, odklonění řek, budování různých nádrží, hrází, přehrad. Vodní stopa z lidské činnosti je značná. Například offsetování provozů náročných na vodu jako jsou továrny na výrobu Coca-Coly, se podílejí na současném rapidním poklesu podzemních vod v Indii. V Evropě či Amazonii podzemní voda přibývá. Problémem je ale intenzivní zemědělství.
Antropogenní příčinou sucha na regionální úrovni je i nevhodné lesní a krajinné hospodářství, které ve svém účinku odvodňuje lesy, zemědělskou půdu, nadměrně reguluje okolí vodních toků. Voda rychleji odtéká po povrchu, nevsakuje se a snižuje se tím hladina spodní vody. Průmyslová a zemědělská činnost člověka v krajině nemusí být sice přímou a okamžitou příčinou sucha, ale pokud je tato činnost dlouhodobá, intenzívní a svými účinky překračuje trvalou udržitelnost obnovy prostředí, pak se naplno projeví důsledky této činnosti. Jedním z důsledků je dlouhodobý trend vysušování krajiny. Sucho má také přímou vazbu k opačnému extrému, čili náhlými, přívalovými dešti a povodněmi. Obojí je projevem ztráty přirozeného zadržování vody v půdě. Nízký stav vody v krajině dále ovlivňuje změnu biotopu, mění se zastoupení rostlin a stromů. Lokálně se sníží biodiverzita, zůstávají spíše rostliny více odolné proti výkyvům a proti obdobím sucha, přichází cizí invazivní rostlinné druhy, kterým sucho tolik nevadí a následuje řetěz událostí, vedoucí k postupné degradaci krajiny. Podle profesora Davida Storcha však neusychající vegetace s hlubokými kořeny jen více odčerpává vodu z krajiny, takže nahrazování smrků také není řešení. V hustších lesích dochází k větší konkurenci o vodu, a tak je les náchylnější.

## Důsledky
- Vysušená krajina je mnohem náchylnější ke vzniku požáru, který může následně spálit rozsáhle oblasti lesního porostu (časté jsou požáry v Kalifornii či v australské buši).
- Dochází k popraskání půdy a k dezertifikaci krajiny (čili k rozšiřování pouští).
- Dochází ke ztrátám v zemědělské produkci, z čehož pramení podvýživa a snadnější šíření nemocí.
- Vznik sociálního napětí v oblasti, které může přerůst až ve válečný konflikt o vodu a jídlo.
- Rozsáhlou migraci obyvatelstva ze zasažené oblasti.
- Vlivem převládajícího výparu nastává zasolování půd, což zmenšuje jejich úrodnost do budoucna.
- V tocích a nádržích dochází k výraznému poklesu hladiny až úplnému vyschnutí, které může vést k dočasnému či dokonce trvalému vyhynutí některých organizmů na dané lokalitě.[14]

### Poškození rostlin suchem
Poškození rostlin suchem je fyziologické poškození rostlin způsobené nedostupností vody pro rostlinu nebo neschopností vodu využít. Poškozeny mohou být všechny druhy rostlin. Dostupnost kapilární vody je udáván tzv. lentokapilárním bodem. Ukazatelem zásobení půdy vodou je tzv. bod vadnutí, ten je stanoven na hodnotu sacího tlaku pF 4,19 a udává vlhkost půdy, kdy jsou rostliny vystaveny trvalému nedostatku vody a následně vadnou. Pokud jsou rostliny zavlaženy, obnoví turgor. Bod trvalého vadnutí je dán množstvím vody v půdě, při němž rostlina vadne a již neobnoví turgor po zpřístupnění vody. Kromě půdních podmínek je dán i druhem rostliny. Důležitá je také vzdušná vlhkost. Vodní pára v atmosféře se ale globálně zvyšuje.

## Typy sucha
V Česku se za sucho považuje období bez vláhy v trvání týdnů až měsíců.
- Nahodilé – období s nepravidelným výskytem, srážek je výrazně méně než obvykle. Deficit srážek provází vysoké teploty, nízká vlhkost vzduchu, malá oblačnost a větší počet hodin slunečního svitu. To způsobuje vyšší výpar z daného území, čímž se dále zvyšuje nedostatek vody.
- Meteorologické – menší počet srážek než je v daném období normální.
- Zemědělské – sucho v půdě, plodiny nemají dostatek vláhy.
- Hydrologické – citelné snížení hladin vodních toků.
- Sociálně-ekonomické – dopady sucha na kvalitu života.[19] Nedostatek pitné vody pro obyvatele či užitkové vody pro průmysl, hydroelektrárny nemohou pracovat apod.

## Známá sucha
- Roku 1540 zasáhlo Evropu značné sucho.[20] Nazývá se i jako sucho tisíciletí. Mnohá výrazná sucha následovala v pozdějších dobách.[21] Koncem 16. století bylo velké sucho na západě území USA.[22]
- Roku 1740 postihlo Západní Evropu sucho, které pak v letech 1740–1741 například způsobilo hladomor v Irsku.[23] Zemřelo tam 20 až 38 % populace, tedy procentuálně více, než způsobil Velký irský hladomor.
- V 18. a 19. století došlo k rozsáhlému suchu v africkém ostrovním státě Kapverdy, které mělo za následek přibližně 100 000 mrtvých.[zdroj?] Sucho způsobilo obrovskou vlnu migrace. Emigranti se usídlili v oblasti Nové Anglie, kde začali pracovat ve velrybářském průmyslu.
- Roku 1876 nastalo v Číně sucho, které si vyžádalo 9 miliónů obětí.[24] Způsobil ho klimatický jev El Niño a vypukl hladomor.[25]
- Roku 1877 započalo v Brazílii velké sucho, které si vyžádalo přibližně půl miliónu obětí.
- V roce 1900 postihlo sucho oblasti v Indii, kde si vyžádalo okolo 250 000 až 3 250 000 obětí.
- Mezi lety 1928 až 1930 postihlo sucho Čínu; přibližně 3 milióny mrtvých.
- Mezi lety 1930–1931 byla zasažena Ukrajina a kvůli neúrodě zemřelo 250 000 až 5 000 000 lidí. Oblast o rok později postihl hladomor, na kterém ale měly podíl i kroky vládců Sovětského svazu. Tato konkrétní katastrofa dostala označení Ukrajinská genocida nebo Holodomor.[26]
- Dust Bowl v USA v letech 1934 až 1940 (poté bylo v USA největší sucho roku 1988)
- Také na území současné České republiky byla zaznamenána výrazná sucha (např. 1947, 1974, 2003[27]), přičemž katastrofální sucho v roce 1947 vedlo k silné neúrodě. V roce 2003 byly na řadě toků naměřeny nejnižší stavy vody za dobu sledování a velké množství menších toků vyschlo zcela[28]).
- Sucho je problémem v Sahelu, pásu na jižním okraji Sahary, v Africe. Vlivem nedostatku srážek dochází k rozšiřování Sahary, což vyvolává sociální nestabilitu v oblasti. Obyvatelstvo trpí podvýživou a nemocemi. Změna zdejšího klimatu se dává do spojitosti s projevující se změnou globálního podnebí, ale studie, které by spojitost potvrdily, v současné době nejsou k dispozici. Za hlad v Africe spíše mohou válečné konflikty.[29]

Studia megasucha v Austrálii ukazuje, ze tato sucha mohla být v minulosti ničivější, než se doposud předpokládalo. Na základě toho vědci usuzují, že i budoucí sucha mohou mít výrazně horší vliv – zvláště na zemědělskou produkci, než ukazují dosavadní předpovědi, přičemž 20. století bylo nejvlhčím stoletím z posledních sedmi. V USA bylo 20. století nejvlhčím stoletím za více než 1000 let.

### Známá extrémně suchá místa
- Arica, Chile
- Atacama, nejsušší poušť
- Polární pustina
- Údolí smrti, Spojené státy americké

## Situace na území České republiky
Území Česka leží v mírném klimatickém pásu s relativně vyrovnaným srážkovým režimem v průběhu roku, kde se sucho a nedostatek vody neprojevuje často. Z historických pramenů a z novodobého pozorování je však známo, že události sucha přicházely a způsobovaly značné škody. Do roku 1900 jsou například známa sucha z let 1417, 1616, 1707, 1746, 1790, 1800, 1811, 1830, 1842, 1868, 1892 a 1893. Sucha se ale v českých zemích vyskytovala průběžně.
Od počátku dvacátého století bylo sucho zaznamenáno v letech 1904, 1911, 1921, 1947, 1976, na počátku 90. let 20. století, kdy se jednalo o víceletý problém, v roce 2003, v roce 2015, které lokálně přetrvalo až do roku 2017 a naposledy v roce 2018. Nahlédneme-li zpět do 19. století, sucho v roce 1874 vedlo k zahájení sledování a hodnocení vodních zdrojů a bylo také impulsem pro projektování a výstavbu prvních moderních nádrží na našem území. Události z let 2003 a 2015 iniciovaly činnosti zaměřené na přípravu uceleného souboru opatření pro zvýšení připravenosti a prevence následků sucha na společnost a životní prostředí.
Na problematiku sucha začínají reagovat v současné době reagovat i vysoké školy se svými programy, v rámci bakalářských i magisterských programů se studenti učí jak se s dopady sucha vypořádat. Problematiku sucha je v tuzemsku možné studovat např. v ekologicky zaměřených programech na Fakultě životního prostředí ČZU či na přírodovědecké fakultě UK.

### Snižování rizik a dopadů dlouhodobého sucha a nedostatku vody
Závlaha půdy se řeší dlouhodobě. Řešení problematiky dlouhodobého sucha a nedostatku vody vyžaduje komplexní přístup, založený na kombinaci opatření na straně zvyšování disponibilního množství vody v jednotlivých částech hydrologického cyklu, opatření na snižování spotřeby vody a opatření na ovlivňování její jakosti na straně společnosti. Návrhy opatření na ochranu před následky sucha a nedostatkem vody obsahuje Koncepce ochrany před následky sucha pro území České republiky z července 2017. Opatření přijímaná s cílem zvýšit ochranu před následky sucha se v některých ohledech mohou vzájemně podporovat a v některých ohledech mohou působit proti sobě. Při hledání řešení problémů souvisejících se suchem a nedostatkem vody je třeba vždy uvážit, jaký aspekt je pro řešení problému rozhodující, a posuzovat potenciální efekty přijímaných opatření na sledovaný aspekt. Proces rozhodování o přijetí konkrétních opatření vyžaduje vyhodnocení potenciálních přínosů a nákladů jednotlivých variant, kdy do úvahy je třeba vzít hledisko ekonomické i hledisko dopadů na životní prostředí.Tematickými pilíři Koncepce ochrany před následky sucha pro území České republiky jsou:
- Vytvoření informační platformy o suchu a nedostatku vody

Prvním krokem při zvládání rizika sucha a nedostatku vody, je vytvoření informační platformy pro monitoring sucha a stavu vodních zdrojů.
- Rozvoj a posilování vodních zdrojů

Do této skupiny opatření primárně spadají opatření na stávající vodárenské infrastruktuře, opatření na ochranu množství a jakosti dostupných vodních zdrojů a strategické aktivity zaměřené na přípravu a realizaci nových vodních zdrojů. Pro posilování vodních zdrojů existuje řada opatření technického charakteru, která se mohou ukázat jako jediná dostatečně efektivní pro zajištění vodohospodářských služeb. Základním předpokladem pro zvýšení odolnosti území vůči suchu je však obnova přirozeného vodního režimu krajiny, kterou je nezbytné provádět komplexním a integrovaným způsobem, tzn. plánovanou podporou opatření na vodních tocích a v nivách a opatření v ploše povodí.
- Zemědělství jako nástroj ochrany množství a jakosti vody a ochrany půdy

Opatření navržená v rámci tohoto pilíře představují reakci na zhoršující se vláhovou bilanci, klesající retenční a infiltrační schopnosti zemědělské půdy, nepříznivé dopady vodní eroze a znečištění vody látkami na výživu a ochranu rostlin. Cílem opatření navržených v rámci tohoto tematického pilíře je snížení následků sucha v zemědělství, zlepšení fyzikálních vlastností půd, zpomalení odtoku vody z krajiny a ochrana jakosti vody.
- Zvýšení retenční a akumulační schopnosti krajiny

Cílem opatření přijatých v souladu s touto prioritou je zvýšení retence vody v krajině a zvyšování odolnosti vodních ekosystémů vůči hydrologickým extrémům.
- Podpora principů zodpovědného hospodaření s vodou napříč sektory

Cílem je snižování poptávky po vodě, její opětovné využívání a snižování míry znečištění vody, která se navrací do přirozeného prostředí. V této oblasti je k dispozici řada nových technologií, které zatím nejsou v praxi uplatňovány a mohou výrazně přispět ke snižování následků sucha a nedostatku vody na společnost, hospodářství a na životní prostředí.
Protože je dlouhodobé sucho rovněž jedním z projevů globální změny klimatu, které byly identifikovány na území České republiky, je tato problematika také začleněna do Strategie přizpůsobení se změně klimatu v podmínkách ČR a na ni navazujícího Národního akčního plánu adaptace na změnu klimatu. Dopady změny klimatu a možnosti přizpůsobení představují značně komplexní problematiku, kde adaptační opatření realizovaná pouze ve vztahu k jednotlivým sektorům (či projevům změny klimatu) mohou mít přímý či nepřímý negativní vliv na další oblasti. Tyto tlaky pak mohou vést k intenzivnějším a vážným konfliktům mezi požadavky na využívání zdrojů (např. využití půdy, vody). Aby se zabránilo těmto střetům a naopak podpořilo maximální využití synergií, mělo by být primárně usilováno o přístupy, které jdou napříč spektrem různých sektorů a oblastí činnosti. Integrovaný přístup k adaptaci má za cíl nejen realizovat opatření ke snížení zranitelnosti konkrétních sektorů a systémů vůči různým projevům změny klimatu, ale počítá s přirozenou interakcí. Hlavním cílem v oblasti řešení dlouhodobého sucha je snížení zranitelnosti lidské společnosti a ekosystémů vůči dopadům dlouhodobého sucha a nedostatku vody především zlepšením integrovaného managementu vodních zdrojů na celé ploše území zahrnující: zlepšení vodního režimu v lesích a zemědělské krajině, zlepšení hospodaření se srážkovými vodami v sídlech a výrobní sféře včetně jejich využívání, zvýšení přirozené retenční schopnosti vodních toků a niv a efektivní ochrana a využívání vodních zdrojů včetně prověření realizace nových vodních zdrojů (např. vodních nádrží, umělé infiltrace, podzemních zdrojů). Realizace nových vodních zdrojů bude probíhat v souladu s Generelem území chráněných pro akumulaci povrchových vod.
Relevantními specifickými cíli Národního akčního plánu adaptace na změnu klimatu pro řešení dlouhodobého sucha jsou:
- Ochrana a obnova přirozeného vodního režimu v lesích
- Podpora přirozených adaptačních schopností lesů a posilování jejich odolnosti proti změně klimatu
- Zvýšení efektivity pozemkových úprav s ohledem na změnu klimatu
- Zastavení degradace půdy nadměrnou erozí, vyčerpáním živin, ztrátou organické hmoty a utužením
- Posílení stability a biologické rozmanitosti agroekosystémů
- Zajištění udržitelnosti a produkční funkce zemědělského hospodaření v krajině za účelem snížení negativních dopadů změny klimatu
- Omezení vzniku a dopadů zemědělského sucha
- Zlepšení hospodaření se srážkovými vodami v sídlech jejich využíváním
- Zvýšení přirozené retenční schopnosti vodních toků a niv
- Efektivní ochrana a využívání vodních zdrojů
- Posílení ekologické stability a snížení rizik spojených s teplotou a kvalitou ovzduší v urbanizované krajině
- Adaptace staveb na změnu klimatu
- Podpora adaptability sídel snižováním stopy urbanizovaných území
- Zvýšení ekologicko-stabilizačních funkcí a prostupnosti krajiny
- Zajištění flexibility a spolehlivosti dopravního sektoru s ohledem na projevy změny klimatu
- Zajištění bezpečnosti průmyslových zařízení vzhledem k očekávaným dopadům změny klimatu
- Ochrana obyvatelstva, systém včasného varovaní před mimořádnými událostmi
- Rozvoj a posílení integrovaného záchranného systému.

### Dopady sucha vČR na vodárenství ačistírenství aopatření proti nim
V období podzim 2014 až rok 2016 se Česká republika ocitla ve fázi dlouhého sucha, které s různou intenzitou postihovalo celé území republiky. V některých krajích přetrvává sucho, a to jak meteorologické, zemědělské a i hydrologické dodnes. Vlna sucha kulminovala v období červen – září 2015. Dopady sucha v roce 2015 byly předmětem případové studie zadané Středočeským krajem u zpracovatelů VRV, a.s. a Vysokou školou chemicko-technologickou v Praze. Zpracovatelé studie zjistili tyto závěry:
- Z pohledu sucha jsou nejrizikovější odběry z malých toků.
- Jako zdroje podzemní vody pro pitné vody jsou nejvíce ohroženy suchem všechny kopané studny hloubek do 10 metrů. Voda do nich je drénována z nejmělčích přípovrchových vrstev, které na sucho reagují nejrychleji.
- Mělké vrty (obvykle do 30 m) jsou logicky druhými nejohroženějšími.
- U odpadních vod byla pozorována zejména zvýšená teplota, zhoršené senzorické vlastnosti, snížení množství a zvýšení koncentrací znečištění.
- Na 65% čistíren odpadních vod došlo i ke zhoršení kvality odtoku.
- Mezi navrhovaná opatření patří především napojování lokálních vodovodů na větší vodárenské soustavy a lokálně výstavby vodních nádrží. Setrvalé průtoky i konstantní vysoká kvalita vyčištěných odpadních vod podporují myšlenku opětovného využívání vyčištěných komunálních odpadních vod k řešení problémů sucha. Vyčištěná odpadní voda se tak stává z tohoto pohledu velmi stabilním zdrojem vody, využitelné přímo pro „nepitné“ účely[39].

## Monitoring sucha na úrovni Evropské unie
Evropský pozorovací systém sucha (European Drought Observatory - EDO) je služba provozovaná společným výzkumným střediskem Evropské komise. Obsahuje informace o suchu na evropské úrovni. Samotný monitoring sucha je založen na analýze řady ukazatelů, které představují různé složky hydrologického cyklu (např. srážky, vlhkost půdy, hladiny nádrží, průtok řek, hladiny podzemních vod) nebo specifické dopady (např. stres vegetace), které jsou spojeny s určitým typem sucha.
EDO ukazatele sucha:
- Standardizovaný index srážek (SPI)
- Standardizovaný index sněhové pokrývky (SSPI)
- Anomálie vlhkosti půdy (SMA)
- Anomálie stavu vegetace (FAPAR Anomaly)
- Index nízkého průtoku (LFI)
- Index vln horka a chladu (HCWI)
- Kombinovaný ukazatel sucha (CDI)

Standardizovaný index srážek (Standardized Precipitation Index -SPI) měří anomálie nashromážděných srážek během daného období (např. 1, 3, 12 měsíců) a je nejběžněji používaným indikátorem pro detekci a charakterizaci meteorologického sucha.
Kombinovaný ukazatel sucha (Combined Drought Indicator -CDI) integruje informace o anomáliích srážek, vlhkosti půdy a vegetačních podmínkách měřených satelitem do diskrétního klasifikačního indexu. CDI se používá ke sledování nástupu zemědělského sucha, jeho vývoje v čase a prostoru a fáze obnovy.